# Vièze
Die Vièze ist ein 21 Kilometer langer linker Nebenfluss der Rhone im Schweizer Kanton Wallis. Der kleine Fluss entsteht durch den Zusammenfluss zwei kleiner Quellbäche am Col de Cou oberhalb von Champéry und fliesst Richtung Dorfzentrum. Kurz davor fliesst der vom Col de Susanfe kommende Bach Saufla in die Vièze. Diese fliesst danach weiter im Val d’Illiez durch die Gemeindegebiete von Val-d’Illiez und Troistorrents. Bei Troistorrents mündet das aus dem Val de Morgins kommende Flüsschen Vièze de Morgins in den Fluss. Kurz danach durchquert die Vièze die Stadt Monthey, wo sie in die Rhone mündet.
In Monthey wurde das Wasser des Flusses zur Färberei genutzt.
Der Fluss führte um das heute nicht mehr sichtbare alte Schloss von Monthey herum. 1575, 1647, 1561 und 1686 sorgte die Vièze durch Überflutungen für gravierende Zerstörungen in der Stadt. Als Folge heftiger Gewitter im Val d‘Illiez trat der Fluss am 5. Juli 1726 erneut über die Ufer, mehr als fünfzig Häuser wurden zerstört. Bis 1727 wurde ein Graben durch den Hügel des alten Schlosses gebaut, um den Flusslauf zu korrigieren und 1733 – nach einer erneuten Überschwemmung – wurde der Fluss oberhalb des Hügels kanalisiert.

## Brücken
41 Brücken überqueren den Fluss: 16 Fussgänger-, 15 Strassen-, sieben Feldweg-, zwei Rohrleitungs- und eine Eisenbahnbrücke.